# Morning Musume Concert Tour 2004 Haru The Best of Japan
Albums de Morning Musume
Concert Tour 2003 "15nin de Non Stop!"
(2003) Concert Tour 2004 "Natsu ~Aki '04"
(2004)
Morning Musume Concert Tour 2004 Haru The Best of Japan (モーニング娘。CONCERT TOUR2004春 The BEST of Japan) est une vidéo musicale du groupe de J-pop Morning Musume, la dixième d'un concert du groupe.

## Présentation
La vidéo sort au format DVD le 14 juillet 2004 au Japon sous le label zetima (elle sera rééditée au format Blu-Ray le 9 octobre 2013). Le DVD atteint la 3e place à l'Oricon, et reste classé pendant treize semaines, pour un total de 24 454 exemplaires vendus durant cette période.
Le concert avait été filmé deux mois auparavant en mai, dans la salle omnisports Saitama Super Arena, en promotion de la compilation de singles Best! Morning Musume 2 sorti un mois auparavant, dont dix des chansons sont interprétées (toutes étant donc précédemment sorties en singles), dont une interprétée dans un medley avec trois autres titres plus anciens. Le groupe interprète aussi la chanson de son dernier single sorti depuis : Roman ~My Dear Boy~.
L'une des membres de Morning Musume, Kaori Iida, qui venait de commencer une carrière solo en parallèle, interprète aussi en solo la chanson de son premier single sorti peu de temps auparavant.
C'est le concert de graduation de Mika Todd du sous-groupe Mini Moni, au terme duquel elle quitte définitivement le Hello! Project pour aller étudier aux États-Unis, entrainant la dissolution de Mini Moni ; le sous-groupe interprète pour la dernière fois trois de ses titres au milieu du concert.
W (nouveau duo formé de Nozomi Tsuji et Ai Kago, membres de Morning Musume et de Mini Moni, elles aussi destinées à être graduées de Morning Musume en août suivant) interprète aussi un de ses titres, de même que deux autres groupes du H!P invités sur scène : Country Musume (avec Asami Konno et Miki Fujimoto de Morning Musume), et Coconuts Musume (avec Mika pour la dernière fois) qui interprète en fait la chanson du shuffle unit 11 Water faute de sortie récente du groupe.
Deux autres sous-groupes de Morning Musume, Morning Musume Sakura Gumi (composé de sept des membres) et Morning Musume Otome Gumi (composé des sept autres) interprètent également les quatre chansons de leurs deux singles respectifs, ainsi que, assemblés en tant que Sakura Gumi + Otome Gumi, le titre Say Yeah! -Motto Miracle Night- (titre inédit de la compilation Best! Morning Musume 1, repris en "face B" du dernier single de chaque sous-groupe).

## Participantes
- Morning Musume
  - 1re / 2e générations : Kaori Iida / Mari Yaguchi
  - 4e génération : Rika Ishikawa, Hitomi Yoshizawa, Nozomi Tsuji, Ai Kago
  - 5e génération : Ai Takahashi, Asami Konno, Makoto Ogawa, Risa Niigaki
  - 6e génération : Miki Fujimoto, Eri Kamei, Sayumi Michishige, Reina Tanaka
- W (Nozomi Tsuji, Ai Kago)
- Kaori Iida en solo
- Country Musume (Asami, Mai Satoda, Miuna Saito, Asami Konno, Miki Fujimoto)
- Coconuts Musume (Ayaka, Mika)
- Mini Moni (Nozomi Tsuji, Ai Kago, Ai Takahashi, Mika)
- Morning Musume Sakura Gumi (Mari Yaguchi, Hitomi Yoshizawa, Ai Kago, Asami Konno, Ai Takahashi, Risa Niigaki, Eri Kamei)
- Morning Musume Otome Gumi (Kaori Iida, Rika Ishikawa, Nozomi Tsuji, Makoto Ogawa, Miki Fujimoto, Sayumi Michishige, Reina Tanaka)

## Liste des titres
| 1.  | Opening (オープニング)                                                          | Présentation                                      |  |
| 2.  | Roman ~My Dear Boy~ (浪漫 ~MY DEAR BOY~)                                        | de l'album à venir Ai no Dai 6 Kan                |  |
| 3.  | MC 1                                                                            | Présentation                                      |  |
| 4.  | Go Girl ~Koi no Victory~ (Go Girl ～恋のヴィクトリー～)                         | de l'album Best! Morning Musume 2                 |  |
| 5.  | (...) Hyokkori Hyōtanjima (モーニング娘。のひょっこりひょうたん島)              | de l'album Best! Morning Musume 2                 |  |
| 6.  | MC 2                                                                            | Présentation                                      |  |
| 7.  | Do it! Now                                                                      | de Best! Morning Musume 2 / No.5                  |  |
| 8.  | As For One Day (AS FOR ONE DAY)                                                 | de l'album Best! Morning Musume 2                 |  |
| 9.  | MC 3                                                                            | Présentation                                      |  |
| 10. | Koi no Vacance (恋のバカンス) (par W)                                           | Single de W                                       |  |
| 11. | Aegekai ni Dakarete (エーゲ海に抱かれて) (par Kaori Iida)                       | Single de Kaori Iida                              |  |
| 12. | Uwaki na Honey Pie (浮気なハニーパイ) (Country Musume ni Konno to Fujimoto)     | Single de Country Musume ni Konno to Fujimoto     |  |
| 13. | Be All Right! (BE ALL RIGHT!) (titre de 11 Water ; par Coconuts Musume)         | du single en commun de 7 Air/Salt 5/11 Water      |  |
| 14. | Lucky Cha Cha Cha! (ラッキーチャチャチャ!) (par Mini Moni)                      | Dernier single de Mini Moni                       |  |
| 15. | Mini Moni Jankenpyon! (ミニモニ。ジャンケンぴょん!) (Mini Moni + Mari Yaguchi)  | Single de Mini Moni                               |  |
| 16. | Egao no Date, Saigo no Date (笑顔のデート 最後のデート) (par Mini Moni)         | "face B" de Lucky Cha Cha Cha! de Mini Moni       |  |
| 17. | MC 4                                                                            | Présentation                                      |  |
| 18. | Sakura Mankai (さくら満開) (par Morning Musume Sakura Gumi)                     | Single de Morning Musume Sakura Gumi              |  |
| 19. | Yūjō (...) (友情 ~心のブスにはならねぇ!~) (par Morning Musume Otome Gumi)       | Single de Morning Musume Otome Gumi               |  |
| 20. | Hare Ame Nochi Suki (晴れ 雨 のち スキ) (par Morning Musume Sakura Gumi)        | Single de Morning Musume Sakura Gumi              |  |
| 21. | Ai no Sono ~Touch My Heart!~ (愛の園...) (par Morning Musume Otome Gumi)        | Single de Morning Musume Otome Gumi               |  |
| 22. | Say Yeah! -Motto Miracle Night- (もっとミラクルナイト) (Sakuragumi / Otomegumi) | de Best! 1 / "face B" de Sakura Mankai et Yūjō    |  |
| 23. | VTR Corner (VTRコーナー)                                                        | Présentation                                      |  |
| 24. | Medley : Mr. Moonlight / Koi no Dance Site / Ikimasshoi! / Aisha Loan de        | de Best! Morning Musume 2 & 4th / 3rd / 4th / 3rd |  |
| 25. | Sōda! We're Alive (そうだ! We're ALIVE)                                         | de Best! Morning Musume 2 / 4th Ikimasshoi!       |  |
| 26. | Shabondama (シャボン玉)                                                         | de l'album Best! Morning Musume 2                 |  |
| 27. | MC 5                                                                            | Présentation                                      |  |
| 28. | Ai Araba It's All Right (愛あらばIT'S ALL RIGHT)                                | de l'album Best! Morning Musume 2                 |  |
| 29. | MC 6                                                                            | Présentation                                      |  |
| 30. | The Peace! (ザ☆ピ～ス!)                                                         | de Best! Morning Musume 2 / 4th Ikimasshoi!       |  |
| 31. | Koko ni Iruzee! (ここにいるぜぇ!)                                               | de Best! Morning Musume 2 / No.5                  |  |

Détails de la piste N°24
Medley : Mr. Moonlight ~Ai no Big Band~ Takahashi Ai / Koi no Dance Site / Ikimasshoi! / Aisha Loan de / Mr. Moonlight ~Ai no Big Band~ (メドレー Mr.Moonlight ~愛のビッグバンド~ 高橋 愛／恋のダンスサイト／いきまっしょい! ／愛車ローンで／Mr.Moonlight ~愛のビッグバンド~) 
- Mr. Moonlight ~Ai no Big Band~ Takahashi Ai (Mr.Moonlight ~愛のビッグバンド~ 高橋愛) (de Best! Morning Musume 2 / 4th Ikimasshoi!)
- Koi no Dance Site (恋のダンスサイト) (de Best! Morning Musume 1 / 3rd -Love Paradise-)
- Ikimasshoi! (いきまっしょい!) (de l'album 4th Ikimasshoi!)
- Aisha Loan de (愛車ローンで) (de l'album 3rd -Love Paradise-)
- Mr. Moonlight ~Ai no Big Band~ (Mr.Moonlight ~愛のビッグバンド~) (de Best! Morning Musume 2 / 4th Ikimasshoi!)